# Kurt Fischer (Politiker, 1910)
Kurt Fischer (* 6. Januar 1910 in Berlin; † 19. Dezember 1969 in Freiburg im Breisgau) war ein deutscher Verwaltungsbeamter und Kommunalpolitiker.
Der parteilose Fischer war von 1954 bis 1966 hauptamtlicher Bürgermeister von Ahrensburg (Kreis Stormarn), nachdem er dort zuvor bereits Stadtkämmerer war. In Fischers Amtszeit wurde die Stadt, die zuvor praktisch zahlungsunfähig war, finanziell saniert und die Infrastruktur den Bedürfnissen einer schnell wachsenden Kommune angepasst.
Fischer gelang es z. B. gegen die Konkurrenz anderer Hamburger Umlandgemeinden die Druckerei des Axel Springer Verlages in Ahrensburg anzusiedeln, was nicht nur 1400 direkte Arbeitsplätze schuf, sondern auch zur Ansiedlung weiterer Zulieferbetriebe führte. In seiner Amtszeit wurden außerdem neue Schulen für die stark wachsende Stadt gebaut und die flächendeckende Kanalisation realisiert.
Sein Sohn war der Flottillenadmiral Kurt Fischer (1937–2021).
| Personendaten    | Personendaten           |
| ---------------- | ----------------------- |
| NAME             | Fischer, Kurt           |
| KURZBESCHREIBUNG | deutscher Bürgermeister |
| GEBURTSDATUM     | 6. Januar 1910          |
| GEBURTSORT       | Berlin                  |
| STERBEDATUM      | 19. Dezember 1969       |
| STERBEORT        | Freiburg im Breisgau    |